# Heracleum elgonense
Heracleum elgonense là một loài thực vật có hoa trong họ Hoa tán. Loài này được (H.Wolff) Bullock mô tả khoa học đầu tiên năm 1932.